# مرکز آی‌دی‌اس

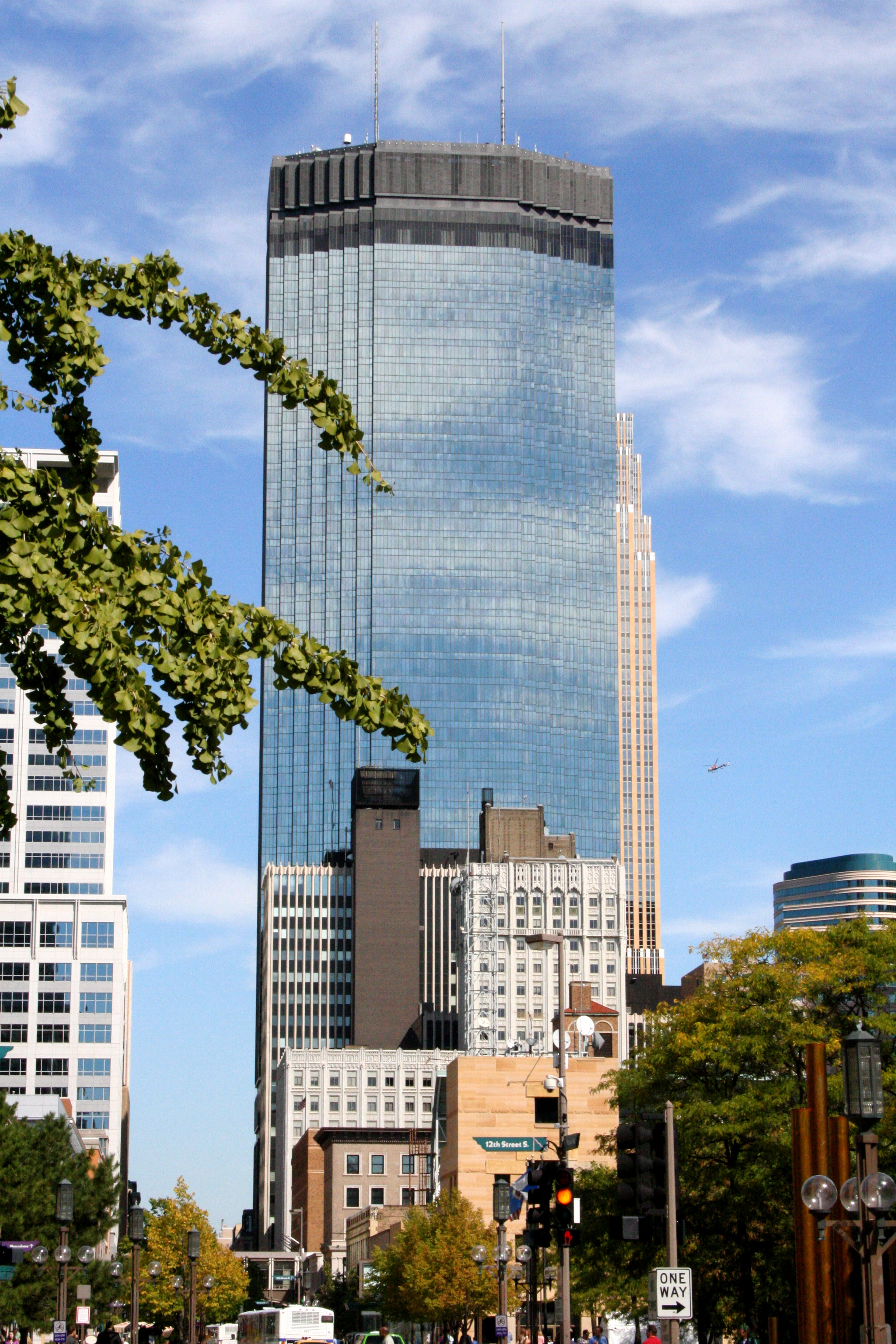

مرکز آی دی اس (به انگلیسی: IDS Center) نام مرتفع‌ترین برج در مینیاپولیس در ایالت مینه‌سوتا است.
معماران این برج پست‌مدرنیستی، مشارکت فیلیپ جانسون و جان بورگی هستند.
شروع ساخت برج در سال ۱۹۶۸، افتتاح آن در ۱۹۷۲، و در سال ۲۰۰۷ رتبه جهانی صد و سی مین برج بلند جهان را داشت. این برج با ارتفاع آن ۲۴۱ متر و ۵۷ طبقه بلندترین برج شهر مینیاپولیس محسوب می‌شود.

## مشخصات
مرکز آی دی اس بلندترین ساختمان در ایالت مینه‌سوتا است و در سال ۱۹۷۴ به عنوان مرکز IDS افتتاح شد. در مساحتی به طول ۷۷۵ فوت و ۱۶ اینچ ساخته شد گر چه گاراژی ۱۶ فوتی برای تجهیزات شستشوی پنجره‌ها بعدها به آن اضافه شد. امروزه تعداد زیادی از ساختمانها ی مر تفع در مینا پو لیس ویژگیهای طراحی مرکز آی دی اس را نشان می‌دهند . به ویژه نمای شیشه و براق آن را.
یک لابی و مرکز خرید در انتهای برج به اسم میدان کریستال وجود دارد که ارتباط هوایی بین برج و بقیه مرکز مینا پولیس ایجاد می‌کند. ساختمان یک برج دیدبانی داشت تا اینکه در سال ۱۹۸۶ تعطیل شد و اکنون شرکت وکالتی شوبل، گوتر و سیبن آنرا اجاره کرده‌است. رستوران اوریون روم نیز از آغاز سال ۱۹۹۴ از دسترس عموم خارج شده‌است. هزاران نفر در دسامبر ۱۹۹۳ برای آخرین ملاقات این رستوران آمدند.
به علت طراحی ستپ بک عجیب و منحصربه‌فرد این مرکز که طراحش فیلیپ جانسون آنرا زاگس Zogs نامید، هر طبقه دارای حداکثر ۳۲ دفتر می‌باشد.
طبقه‌های مکانیکی هم در بالای سطح خیابان در ارتفاع ۱۲۱ فوتی و هم در بالای ساختمان قرار دارند.
مرکز ولز فارگو (که قبلاً برج نرث‌وست نام داشت) خیلی به مرکز آی دی اس نزدیک بوده. از بعضی زوایا می‌توان انعکاس آنرا در نمای شیشه‌ای مرکز آی دی اس ملاحظه کرد. این مورد درباره برج فوسی نیز صدق می‌کند.
این ساختمان بدون ایرادات ساختاری نیست چون بعد از احداث آن، ممیدان کریستال در هنگام برف و باران به علت چرخه ذوب و انجماد شدید منسوتا در معرض نفوذ و چکه آب از سقف بوده‌است.
سقوطهای مرگبار تاکنون سه مرگ ناسی از سقوط از برج آی دی اس ثبت شده که یکی از آنها تصادفی و دوتا خود کشی بوده‌است.

## طبقه‌های مکانیکی
این ساختمان ۲ طبقهٔ مکانیکی بین طبقات ۸ و ۹ و دو تا در بین طبقات ۵۱ و سقف دارد. و دارای امکانات MVAC می‌باشد. در نتیجه طبقه نه در واقع طبقه ۱۱ و طبقه ۵۱ طبقه پنجاه و سوم است. این مسئله از بیرون ساختمان یا با پایین آمدن از پلکان ستونی از طبقهٔ نهم یا بالاتر می‌تواند توضیح داده شود.